# 千禧年挑战公司
千禧年挑战公司（英語：Millennium Challenge Corporation，简称MCC），又译作千年挑战计划，是美国国会于2004年设立的对外援助机构。其职能是向欠发达地区被评估认为具有良好经济政策与发展潜力的发展中国家提供经济援助，以协助受助国家实现经济增长并摆脱贫困。

## 成立背景
911事件发生后，以乔治·沃克·布什为首的美国政府开始转变对外援助政策。2002年3月14日，在美洲開發銀行的会议上，布什呼吁要建立一个同时能协助贫困国家和富裕国家发展的援助体系，同时布什承诺将对外发展援助预算将在2006年增加50%（实际上，到了2004年预算便增加了一倍，2010年则又增加了一倍）。

## 指导原则
1. 竞争性选择：在一个国家取得受助资格前，MCC董事会将审核该国是否达到董事会制定的20项标准，并根据达标程度给予资格；
2. 国家主导的解决方案：MCC要求选定的国家确定将实现可持续经济增长和减贫作为首要事项。各国通过社会广泛协商制定其MCC提案，其后MCC团队根据该国实际情况帮助各国完善项目。
3. 国家主导实施项目：MCC管理千禧年挑战账户（MCA），当一国签署MCC协议后，将建立本国的MCA以监督管理MCC协议的运作。[3]

## 参与国家
各国可通过签署正式协议或门槛协议获得援助。若受助国家各项指标得分都很高，则可以正式签署协议，若未达标，但在标准下有较为积极的上升趋势，则可通过门槛计划获得较低的援助资金。
2004年1月，美国国会通过议案，正式成立千禧年挑战公司。在第一年，MCC正式认定17个国家符合标准：亚美尼亚、贝宁、玻利维亚、佛得角、萨尔瓦多、格鲁吉亚、加纳、洪都拉斯、莱索托、马达加斯加、马里、蒙古、摩洛哥、莫桑比克、尼加拉瓜、塞内加尔、斯里兰卡和瓦努阿图，而马达加斯加和洪都拉斯实际上也接收了MCA的援助资金。约旦则依门槛协议得到2500万美元的援助，以实现民主和贸易自由化。2006年6月16日，冈比亚因8个标准项不达标而被停止援助。而约旦即使被自由之家评估为缺乏充分的政治和公民权利，也得以签署正式协议。
2007年，马拉维获得正式资格，毛利塔尼亚成为门槛协议国家。2009年马达加斯加政治危机后，MCC终止了与马达加斯加的协议；马里于2006年得到了MCC4.61亿美元以开发现代灌溉体系和工业园区的援助，但2016年MCC以马里2012年军事政变为由终止了对马里的援助。2016年MCC以坦桑尼亚进行了“不具包容性和代表性以及没有言论自由和结社自由”的新选举为由终止了第二阶段合作协议。
2022年2月27日，在美国政府的“最后通牒”压力下，尼泊尔联邦议会通过了与MCC的正式协议，引发了2022年尼泊尔反对千禧年挑战计划示威。
以下列出曾签署MCC协议的国家或地区（含已退出国家）：

### 曾正式签署协议的国家和地区
- 亞美尼亞
- 布吉納法索
- 薩爾瓦多
- 印度尼西亞
- 约旦
- 科索沃
- 賴索托
- 利比里亚
- 马达加斯加
- 马拉维
- 摩尔多瓦
- 蒙古国
- 摩洛哥
- 纳米比亚
- 尼泊尔
- 尼加拉瓜
- 尼日尔
- 菲律賓
- 塞内加尔
- 斯里蘭卡
- 坦桑尼亚
- 东帝汶
- 突尼西亞
- 尚比亞

### 曾签署门槛协议的国家和地区
- 阿尔巴尼亚
- 布吉納法索
- 衣索比亞
- 印度
- 印度尼西亞
- 约旦
- 科索沃
- 利比里亚
- 马拉维
- 摩尔多瓦
- 尼日尔
- 巴拉圭
- 秘魯
- 菲律賓
- 卢旺达
- 聖多美和普林西比
- 所罗门群岛
- 坦桑尼亚
- 多哥
- 东帝汶
- 乌克兰
- 乌干达
- 尚比亞